# Mjölksjötjärnen
Mjölksjötjärnen är en sjö i Bräcke kommun i Jämtland och ingår i Ljungans huvudavrinningsområde. Sjön har en area på 0,146 kvadratkilometer och ligger 390,1 meter över havet.

## Delavrinningsområde
Mjölksjötjärnen ingår i det delavrinningsområde (695111-147229) som SMHI kallar för Utloppet av Mjölksjön. Medelhöjden är 394 meter över havet och ytan är 6,26 kvadratkilometer. Räknas de 9 avrinningsområdena uppströms in blir den ackumulerade arean 55,87 kvadratkilometer. Gimån som avvattnar avrinningsområdet har biflödesordning 2, vilket innebär att vattnet flödar genom totalt 2 vattendrag innan det når havet efter 251 kilometer. Avrinningsområdet består mestadels av skog (48 procent) och sankmarker (11 procent). Avrinningsområdet har 2,15 kvadratkilometer vattenytor vilket ger det en sjöprocent på 34,4 procent.